# Лютеранская церковь (Рим)
Лютеранская церковь Рима (итал. La chiesa Evangelica Luterana di Roma), также известная как церковь Христа (нем. Christuskirche, итал. Chiesa di Cristo)— церковное здание, принадлежащее лютеранской общине, входящей в Евангелическо-Лютеранскую Церковь Италии. Находится на углу via Sicilia и via Toscana.

## История
Евангелическая община существует в Риме с 1819 года, однако в течение почти ста лет она не имела специального церковного здания. В начале XX века к работе над созданием проекта будущей церкви был привлечён выдающийся германский архитектор Франц Швехтен, наиболее известной работой которого является Мемориальная церковь кайзера Вильгельма в Берлине.
Строительство церкви пришлось на период Первой мировой войны, поэтому продолжалось почти 12 лет. В 1922 году здание было освящено и начало функционировать.

## Описание
Здание уникально для лютеранской церковной архитектуры — оно имеет не одну (наиболее частый вариант) или две, а три башни — две по бокам от фасада, а третья, самая высокая, расположена эксцентрально с алтарной стороны здания. Сам фасад включает портал с расположенными над ним тремя статуями — Христа, апостолов Петра и Павла.
Внутри пространство здания делится на три нефа. Алтарная часть украшена мозаикой, изображающей Христа с законом.